# アートタウン三好彫刻フェスタ
アートタウン三好彫刻フェスタ（アートタウンみよしちょうこくフェスタ）は、愛知県みよし市と都市基盤整備公団が「アートのある暮らし」をコンセプトに平成元年よりアートヒル三好ヶ丘彫刻フェスタとして全国規模の彫刻コンクールを開催。
平成12年度より「彫刻のまち三好」をテーマにアートタウン三好彫刻フェスタと名称を変更し平成15年まで開催。
従来の彫刻コンクールと異なり街造りと一体化したコンセプトが評価され平成13年にはグッドデザイン賞を受賞している。

## 主な受賞者
- 2001年　北川太郎
- 2002年　鹿田淳史
- 2003年　野々村一男